# 阿舍維爾 (印地安納州)
阿舍維爾（英語：Asherville）是位於美國印地安納州克萊縣的一個非建制地區。該地的面積和人口皆未知。

## 地理
阿舍維爾的座標為39°28′29″N 87°03′44″W / 39.47472°N 87.06222°W，而該地的平均海拔高度為201米（即659英尺）。